# Catillaria ameibospora
Catillaria ameibospora är en lavart som först beskrevs av Johan Teodor Hedlund, och fick sitt nu gällande namn av Alexander Zahlbruckner. Catillaria ameibospora ingår i släktet Catillaria, och familjen Catillariaceae. Enligt den finländska rödlistan är arten otillräckligt studerad i Finland. Arten är reproducerande i Sverige. Artens livsmiljö är skogar.